# Yellowstonský národní park (seriál)
Yellowstonský národní park (v anglickém originále Yellowstone) je dokumentární cyklus televize BBC, natočený v roce 2009. Odhaluje život zvířat za tří ročních období. Seriál má tři epizody: Zima, Léto a Podzim. V britské verzi vyprávěl dokument Peter Firth. V roce 2009 dostal také seriál cenu za nejlepší dokument a v roce 2010 byl nominován na cenu Bafta. Fanouškovskou oblibu přinesla i hudba Edmunda Butta. Česky byl vysílán seriál v roce 2011 na ČT2. 